# Даниел Видльошер
Даниел Видльошер (на френски: Daniel Widlöcher) (Роден 8 юни 1929 г. Париж Франция
Починал - 14 декември 2021 г.) е френски психиатър и психоаналитик, бивш президент на Международната психоаналитична асоциация.
Даниел Видльошер е психиатър, доктор по психология и психоаналитик. От 1953 до 1962 година е анализиран от Жак Лакан. През 1964 г. се присъединява към Френската психоаналитична асоциация, в която заема различни позиции. В периода 2001-2005 г. е избран за президент на Международната психоаналитична асоциация.

## Статии
- L'hystérie dépossédée, in L'idée de guérison, Nouvelle Revue de Psychanalyse, N°17, Gallimard, 1978
- Intériorisation et processus thérapeutique, in La psyché, Nouvelle Revue de Psychanalyse, N°12, Gallimard, 1975
- L'interprétation entre guillemets, in Dire, Nouvelle Revue de Psychanalyse, N°23, Gallimard, 1981
- Intentionnalité et psychopathologie, in Revue International de psychopathologie, n°10, 1993.
- Entre la pensée et l'acte. De Freud à Wallon, in Enfance, t.47, n°1, 1993.
- Emotional and psychopathological disturbances in HIV-infection, ouvrage collectif, Progr.Neuro-Psychopharmacol.& Biol.Psychiat. vol.17, 1993.
- L'analyse cognitive du silence en psychanalyse. Quand les mots viennet à manquer , in Revue Internationale de psychopathologie, n°12, 1993.
- A propos de la croyance délirante", in Revue Internationale de psychopathologie, n°14, 1994.
- Deuil fini et deuil sans fin.A propos des effets de l'interprétation, in Le Deuil, monographie de la Revue française de psychanalyse, PUF, 1994.
- Psychanalyse et science, en collaboration avec N. Dantchefet, E. Rappard, Encyclopédie médico-chirurgicale, 37-811-A30, 1994.
- A case is not a fact, in Int.J.Psycho-Anal.1994.
- Psychanalyse de l'instant, in L'Inactuel, n°2, Emplois du temps, Calmann-Lévy, 1994.